# Jurij Dmitrulin
Jurij Mychajlowytsch Dmitrulin (ukrainisch Юрій Михайлович Дмітрулін, UEFA-Transkription Yuriy Dmitrulin; * 10. Februar 1975 in Snihuriwka, Oblast Mykolajiw) ist ein ehemaliger ukrainischer Fußballspieler, der vornehmlich auf der Position des rechten Außenverteidigers eingesetzt wurde.
Dmitrulin kam aus der eigenen Jugend 1992 zur zweiten Mannschaft von Dynamo Kiew, die in der zweiten ukrainischen Liga spielt. In der Saison 1994/95 gab er sein Debüt in der ersten Mannschaft. Nach einigen Jahren mit Einsätzen in beiden Mannschaften ist er seit etwa 1997 Stammspieler in der ersten ukrainischen Liga; bis heute spielt er bei Dynamo Kiew; dort kam er bis zum Ende der Saison 2004/05 auf 184 Einsätze.
In der Nationalmannschaft kam er auf 39 Spiele.

## Erfolge
- Ukrainischer Meister (9): 1994/95 bis 2000/01, 2002/03, 2003/04
- Ukrainischer Pokalsieger (6): 1996, 1998, 1999, 2000, 2003, 2005